# South Pasadena (Metro de Los Ángeles)
South Pasadena anterior mente llamada Mission, es una estación en la línea A del Metro de Los Ángeles y es administrada por la Autoridad de Transporte Metropolitano del Condado de Los Ángeles. La estación se encuentra localizada en South Pasadena, California entre la Calle Mission y la Avenida Meridian.

## Atracciones
- South Pasadena Public Library (una Biblioteca Carnegie)
- Meridian Ironworks Museum
- Mission West Business District
- Farmers market (jueves de 4 p. m. a 8 p. m.)

## Conexiones de autobuses
- Metro Local: 176
- South Pasadena Gold Link